# Katja Bauer
Katja Bauer (* 1968 in Nürnberg) ist eine deutsche Journalistin, Kolumnistin, Sachbuchautorin und Redenschreiberin. 

## Leben
Bauer wurde 1968 in Nürnberg geboren. 1989 begann sie ein Volontariat und wurde 1991 Redakteurin bei der Stuttgarter Zeitung. Es folgte ein Wechsel zur dpa, für die sie zuletzt als Berliner Korrespondentin tätig war. 2003 wechselte sie als politische Korrespondentin, Reporterin und Kolumnistin in Berlin zurück zur Stuttgarter Zeitung und den Stuttgarter Nachrichten. 2022 erfolgte dann der Wechsel als Redenschreiberin von Bundespräsident Frank-Walter Steinmeier ins Bundespräsidialamt.

## Auszeichnungen
2018 wurde sie vom  Medium Magazin zur Journalistin des Jahres in der Kategorie „Reportage regional“ gekürt. Schon in den Vorjahren war sie dreimal in die Bestenliste des Journalistenpreises gewählt worden.

## Werke
- Mit Maria Fiedler: Die Methode AfD, Klett-Cotta Verlag, 2021, ISBN 978-3-608-98412-5